# Jquery
Jquery, av utvecklarna skrivet jQuery, är ett Javascript-bibliotek som är tänkt att förenkla HTML-, DOM- och CSS-modifikation, händelsehantering, animering och AJAX för att snabba upp webbutvecklingen. På Barcamp 2006 släppte skaparen John Resig, som också leder utvecklingsarbetet, den första versionen av Jquery. Det används av nästan 35% av de 1 000 000 mest besökta hemsidorna och är 2021 det populäraste Javascript-biblioteket.

## Webbläsarkompatibilitet[4]
| Jquery-version | Internet Explorer | Chrome                                   | Firefox                                  | Safari                                   | Opera                                    |
| -------------- | ----------------- | ---------------------------------------- | ---------------------------------------- | ---------------------------------------- | ---------------------------------------- |
| 1.x            | 6+                | Senaste versionen och närmast föregående | Senaste versionen och närmast föregående | Senaste versionen och närmast föregående | Senaste versionen och närmast föregående |
| 2.x            | 9+                | Senaste versionen och närmast föregående | Senaste versionen och närmast föregående | Senaste versionen och närmast föregående | Senaste versionen och närmast föregående |

## Implementation
Jquery-biblioteket laddas vanligen med en enda Javascript-fil innehållande all funktionalitet. Filen kan inkluderas på en webbsida med följande kodrad:
```
<
script
 
type
=
"text/javascript"
 
src
=
"jquery.js"
></
script
>

```

Det finns två sätt att använda Jquery:
- via metoden $ som är en "genvägsmetod" (eng. factory method) för Jquery-objektet och returnerar ett sådant.
- via metoder med prefixet $. som är bruksmetoder (eng. utility functions) och som inte är direkt applicerbara på ett Jquery-objekt.

Ett typiskt sätt att modifiera (multipla) DOM-element är att anropa metoden $ där en textsträng med CSS-identifiering skickas med som parameter. Metoden returnerar då ett Jquery-objekt som refererar till inget, ett eller flera element i HTML-koden. Man kan sedan modifiera dessa element genom att anropa olika metoder hos Jquery-objektet - antingen direkt eller senare om man lagrar objektet i en variabel. Till exempel:
```
$
(
"div.test"
).
addClass
(
"wide_element"
).
html
(
"Nytt textinnehåll"
).
fadeOut
(
300
);

```

eller
```
var
 
$link
 
=
 
$
(
"#nav a"
);

$link
.
bind
(
"mouseover"
,
 
function
(){

   
alert
(
"Inte nudda länk!"
);

});

```

Ett exempel på metoder med prefixet $. är each(). Vill man till exempel summera talen 1 till 4 kan man skriva:
```
var
 
sum
 
=
 
0
;

$
.
each
([
1
,
 
2
,
 
3
,
 
4
],
 
function
(
index
,
 
value
){

   
sum
 
+=
 
value
;

   
/* Notering: 

   index är det n:te elementet i samlingen tal, med start från 0. */

});

```

Ett annat exempel är metoden ajax(), som kan användas till att ladda eller skicka data från eller till en extern webbsida eller script. Den anropas på detta sätt:
```
$
.
ajax
({

   
type
:
 
"POST"
,

   
url
:
 
"comment.php"
,

   
data
:
 
"author=Karl&message=Goddag"
,

   
success
:
 
function
(
msg
){

      
alert
(
"Kommentaren har sparats: "
 
+
 
msg
);

   
}

});

```

## Insticksmoduler
Då Jquery är öppen källkod har användare och utvecklare använt dess syntax för att skapa egna insticksmoduler för att utöka funktionaliteten på mer specifika användningsfall och effekter.

## Utgivningshistorik
| Utgivningsdatum    | Version | Kommentarer (engelska)                                                    |
| ------------------ | ------- | ------------------------------------------------------------------------- |
| 26 augusti, 2006   | 1.0     | First Stable Release                                                      |
| 31 augusti, 2006   | 1.0.1   |                                                                           |
| 9 oktober, 2006    | 1.0.2   |                                                                           |
| 27 oktober, 2006   | 1.0.3   |                                                                           |
| 12 december, 2006  | 1.0.4   | Last 1.0 bug fix                                                          |
| 14 januari, 2007   | 1.1     |                                                                           |
| 22 januari, 2007   | 1.1.1   |                                                                           |
| 27 februari, 2007  | 1.1.2   |                                                                           |
| 1 juli, 2007       | 1.1.3   |                                                                           |
| 5 juli, 2007       | 1.1.3.1 |                                                                           |
| 24 augusti, 2007   | 1.1.4   |                                                                           |
| 10 september, 2007 | 1.2     |                                                                           |
| 16 september, 2007 | 1.2.1   |                                                                           |
| 15 januari, 2008   | 1.2.2   |                                                                           |
| 8 februari, 2008   | 1.2.3   |                                                                           |
| 19 maj, 2008       | 1.2.4   |                                                                           |
| 21 maj, 2008       | 1.2.5   | Fix for bad build of 1.2.4                                                |
| 24 maj, 2008       | 1.2.6   |                                                                           |
| 14 januari, 2009   | 1.3     | Sizzle Selector Engine introduced into core                               |
| 21 januari, 2009   | 1.3.1   |                                                                           |
| 20 februari, 2009  | 1.3.2   |                                                                           |
| 14 januari, 2010   | 1.4     |                                                                           |
| 25 januari, 2010   | 1.4.1   |                                                                           |
| 19 februari, 2010  | 1.4.2   |                                                                           |
| 16 oktober, 2010   | 1.4.3   |                                                                           |
| 11 november, 2010  | 1.4.4   |                                                                           |
| January 31, 2011   | 1.5     | Deferred callback management                                              |
| February 24, 2011  | 1.5.1   |                                                                           |
| Mars 31, 2011      | 1.5.2   |                                                                           |
| Maj 3, 2011        | 1.6     |                                                                           |
| Maj 12, 2011       | 1.6.1   | Significant performance improvements to the attr() and val() functions    |
| Juni 30, 2011      | 1.6.2   |                                                                           |
| 3 november 2011    | 1.7     | New Event APIs: .on() and .off(), while the old APIs are still supported. |
| 21 november 2011   | 1.7.1   |                                                                           |
| 21 mars 2012       | 1.7.2   |                                                                           |
| 9 augusti 2012     | 1.8.0   |                                                                           |
| 30 augusti 2012    | 1.8.1   |                                                                           |
| 20 september 2012  | 1.8.2   |                                                                           |
| 4 februari 2013    | 1.9.1   |                                                                           |